# NGC 970
NGC 970 este o galaxie spirală situată în constelația Triunghiul. A fost descoperită în 14 septembrie 1850 de către William Parsons, 3rd Earl of Rosse⁠(d).